# Kishi Nobuo
Kishi Nobuo (岸 信夫 (Ngạn Tín Phu)  sinh ngày 01 tháng 04 năm 1959) là môt chính trị gia người Nhật Bản hiện đang giữ chức Bộ trưởng Quốc phòng Nhật Bản, đồng thời là nghị sĩ Hạ viện (một trong hai viện của Quốc hội Nhật Bản). Ông là em trai của cố Thủ tướng Nhật Bản Abe Shinzō (nhưng được cho làm con nuôi từ lúc lọt lòng) và là cháu ngoại của cựu Thủ tướng Kishi Nobusuke.

## Thời trẻ
Kishi Nobuo (tên thật là Abe Nobuo) là con trai thứ ba của ông Abe Shintarō và bà Abe Yoko. Nobuo sinh ở Tokyo. Ngay sau khi ra đời, ông được cậu ruột là Kishi Nobukazu nhận nuôi, Nobukazu là chủ tịch Seibu Oil và không thể có con. Nobuo không biết cha mẹ đẻ của mình cũng như các anh ruột của mình (Hironobu và Shinzō) cho đến khi ông chuẩn bị vào đại học.
Trong 10 năm đầu đời, Nobuo đã sống với ông ngoại là Nobusuke ở Tokyo. Ông tốt nghiệp khoa Kinh tế của Đại học Keio năm 1981 rồi làm việc ở Tập đoàn Sumitomo cho đến năm 2002. Ông từng có thời gian công tác ở Hoa Kỳ, Việt Nam và Úc.

## Sự nghiệp chính trị
Với sự hậu thuẫn của anh trai Abe Shinzō, Nobuo được bầu vào Thượng viện năm 2004, đại diện cho tỉnh Yamaguchi. Ông được biết đến như một chuyên gia về các vấn đề an ninh. Ông từng đảm nhiệm chức vụ Thư ký Quốc hội phụ trách Quốc phòng (Nội các Fukuda và Asō), Phó Chủ tịch Ủy ban Các vấn đề Nội các của Đảng Dân chủ Tự do (LDP) tại Hạ viện, Phó Chủ tịch Trụ sở Chiến dịch và Tổ chức Đảng của LDP, Chủ tịch Ủy ban Đặc biệt về Okinawa và Các vấn đề phía Bắc.
Kishi được Thủ tướng Suga Yoshihide bổ nhiệm làm Bộ trưởng Quốc phòng trong nội các Suga vào tháng 9 năm 2020. Nhà bình luận Michael Bosack mô tả đây là "một lựa chọn kỳ lạ báo hiệu ảnh hưởng phe phái và có thể là một lợi ích cá nhân," và cho rằng phe do Hosoda Hiroyuki rõ ràng đang cố gắng xây dựng thông tin giới thiệu của Kishi. Sau khi nhận được tin tức về việc bổ nhiệm Kishi, một phát ngôn viên của Bộ Ngoại giao Trung Quốc bày tỏ hy vọng rằng Nhật Bản sẽ kiềm chế phát triển quan hệ chính thức với Đài Loan.